# عباس‌آباد ۱ (بردسیر)
عباس‌آباد ۱ یک منطقهٔ مسکونی در ایران است که در بخش مرکزی شهرستان بردسیر واقع شده‌است. براساس سرشماری مرکز آمار ایران در سال ۱۳۹۵، این روستا کمتر از سه خانوار جمعیت داشته‌است.